# Victoria Sandino
Victoria Sandino Simanca Herrera (Tierralta, Córdoba, 1975), también conocida con el seudónimo de Victoria Sandino, es una política y exguerrillera colombiana, miembro desde agosto de 2017 de la dirección nacional de la Fuerza Alternativa Revolucionaria del Común. Forma parte de la comisión de implementación de los acuerdos de paz.
Fue comandante y miembro del Estado Mayor de las Fuerzas Armadas Revolucionarias de Colombia - Ejército del Pueblo hasta su disolución en 2017. En 2013 se incorporó a la delegación de las FARC-EP en La Habana durante los diálogos de paz con el gobierno de Juan Manuel Santos, concluidos en 2016 y fue la única mujer portavoz en el proceso de paz. Destacó en su lucha por llevar el tema de la igualdad de género en los acuerdos al frente de la Subcomisión de Género. El 1 de diciembre de 2017 se acogió a la Justicia Especial para la Paz con el fin de poder participar en política e inscribir su candidatura para el Senado de la República de Colombia.
Es una de las creadoras del Feminismo Insurgente, apuesta feminista desde los diálogos de paz de La Habana, liderada por mujeres exguerrilleras en proceso de reincorporación.

## Biografía
Nació en Tierralta, pasando su niñez en la Córdoba rural abandonada y pobre. Solo hasta los doce años -explica en una de sus entrevistas-  comprendió que vivía en un país en guerra. Cuando cursaba sus estudios de bachillerato, inició su militancia, en la Juventud Comunista Colombiana.

He vivido los seguimientos y persecución de la fuerza pública y paramilitar en carne propia; no solo contra mi sino contra mi familia; mis padres fueron desplazados de cuatro lugares distintos. La primera vez, atacados con ametrallamientos y desembarco de la fuerza del ejército que los obligó a ellos y mis hermanos menores a salir en huida escasamente con lo que tenían puesto. Dos meses después, quisieron volver y encontraron su parcela posesionada por las personas que los paramilitares de Fidel y Carlos Castaño habían ubicado, tanto en la finca de sus padres como en las de muchos campesinos en toda esa zona de Tierralta, Córdoba.

Se vinculó a las FARC-EP a principios del año 2000 -algunos artículos apuntan que principios de los 90- durante las negociaciones de paz entre la guerrilla de las FARC-EP y el gobierno de Pastrana. Ejerció como una de las principales mandos del Frente 21 de la organización, que operaba en el sur del Tolima. En las milicias clandestinas se ocupaba especialmente del trabajo político. Experta en la doctrina guerrillera fue responsable del reclutamiento de militantes y colaboradores en la región donde estaba destinada, además de estar a cargo, según la inteligencia colombiana, de programas clandestinos de repoblamiento en el sur del Tolima.
Según la información que trascendió cuando se incorporó en 2013 a las negociaciones de paz de La Habana, fue enlace clave de Guillermo León Sáenz, alias Alfonso Cano, y después recibió de Pablo Catatumbo la misión específica de promover el repoblamiento en el sur del Tolima, es decir, de garantizar apoyo de la población civil a la insurgencia en una de sus zonas históricas de retaguardia.  Sandino asegura que fue conocida en Colombia por la propaganda que hacia el Ejército Nacional, de ella y que ponía alto precio a su cabeza, al lado de otros comandantes de la región central del país, donde trabajó directamente con el comandante Alfonso Cano, en actividades relacionadas con la prensa.

### Acuerdos de paz de La Habana
En abril de 2013 se incorporó a la delegación que negoció los acuerdos de Paz en La Habana y fue la única mujer en la Comisión de género del equipo negociador. Encabezó la Subcomisión de género en la mesa de diálogos. Trabajó durante dos años con María Paulina Riveros, representante del gobierno Colombiano sobre tres puntos ya pactados: desarrollo agrario integral, participación política y solución al problema de las drogas ilícitas. En el acuerdo de la Subcomisión se señala que la implementación de los acuerdos tiene que haber una "participación equilibrada" entre hombres y mujeres.
En la Décima Conferencia Nacional Guerrillera celebrada en 2016 celebrada en las sabanas del Yari, Caquetá, Sandino estuvo al frente del grupo que buscaba concretar la participación de las mujeres en instancias de decisión de las FARC-EP ante la transformación del movimiento en partido político. A fecha de la celebración de la conferencia sólo una mujer, Erika Moreno, formaba parte del Estado Mayor de las FARC-EP con 31 miembros y ninguna mujer en el Secretariado.
En febrero de 2016 fue la portavoz para anunciar el final del reclutamiento de menores de edad en las FARC-EP:

En aras de avanzar lo más rápidamente posible hacia el fin del conflicto, hoy comunicamos al país nuestra decisión de poner fin a la incorporación de menores de 18 años a las Farc. Esta decisión debiera ser correspondida por el Gobierno colombiano como una verdadera política de Estado dirigida a proteger y garantizar los derechos de los niños, niñas y adolescentes del país.

Tras la firma de la plan de paz, forma parte de la Comisión de implementación de los acuerdos.

### Trayectoria política
En el congreso fundacional del partido Fuerza Alternativa Revolucionaria del Común celebrado en agosto de 2017 fue elegida miembro de la dirección nacional formada por 111 nombres. Por los votos recibidos, 797 sufragios, ocupó el puesto número 15 en la lista. La mujer con mayor número de votos fue Sandra Ramírez, Griselda Lobo Silva, viuda del cofundador de las Fuerzas Armadas Revolucionarias de Colombia Manuel Marulanda, con 802 votos en el puesto número 13. En total fueron elegidas 26 mujeres representando el 23% de la nueva dirección.
El 1 de diciembre de 2017 se acogió a la Justicia Especial para la Paz que será la encargada de juzgar los crímenes cometidos en el conflicto armado según se estableció en los Acuerdos de Paz de La Habana. Ella y alias Pablo Catatumbo fueron los primeros miembros de la dirección nacional de la Fuerza Alternativa Revolucionaria del Común en firmar el acta de la JEP.